# Хуран
Хура́н (перс. تنگه خوران‎), также Кла́ренс (تنگه کلارنس) — пролив в остане (провинции) Хормозган на юго-западе Ирана, часть Ормузского пролива, соединяющий Персидский залив с Оманским заливом Индийского океана, между материком и островом Кешм. Расположен между городами Бендер-Ленге на западе и Бендер-Аббас на востоке.
Крайние мысы — Басеиду на западе и Тембл-Хилл на востоке. В пролив впадают реки Мехран и Руде-Шур (Коль). У восточного входа находятся острова Дукухек.
Между Бендер-Поль (Пахель) на материке и Лафт на острове Кешм курсирует автомобильный паром.
Пролив Хуран в 1975 году был определен как Рамсарское угодье, водно-болотное угодье международного значения. Рамсарское угодье занимает площадь 785,05 км².